# Caligus glandifer
Caligus glandifer är en kräftdjursart som beskrevs av Sueo M. Shiino 1954. Caligus glandifer ingår i släktet Caligus och familjen Caligidae. Inga underarter finns listade i Catalogue of Life.